# Jörð

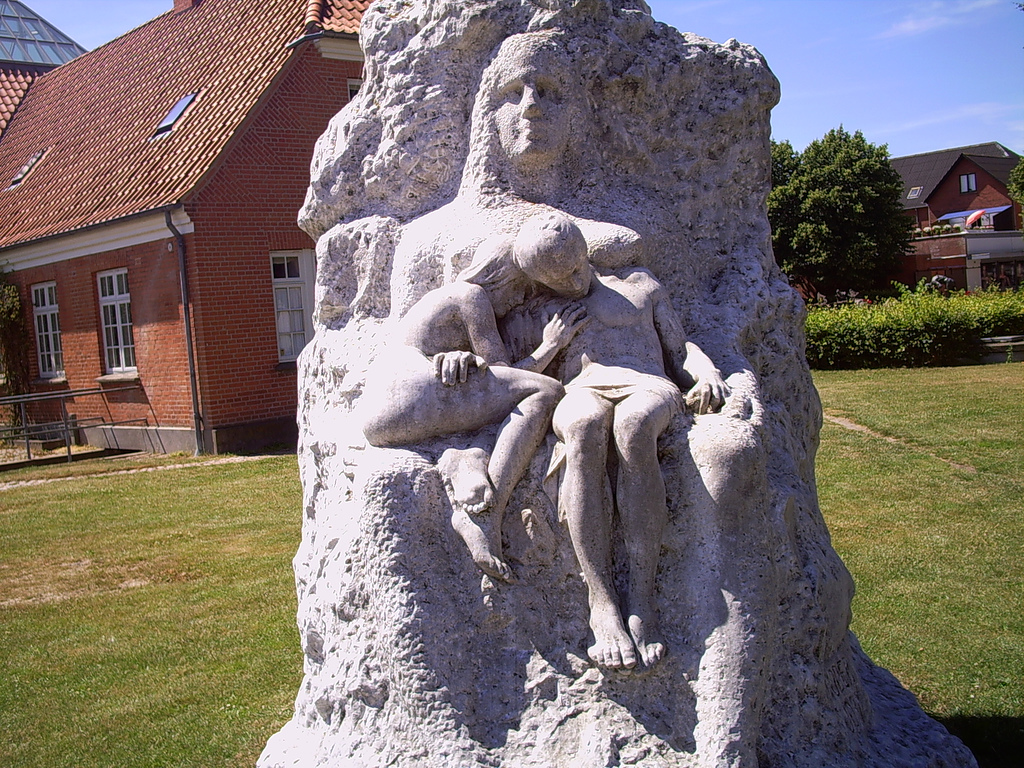
Socha Jörð

Jörð, staroseversky „Země“, je v severské mytologii personifikace Země a matka Thóra, známá také jako Fjörgyn či Hlóðyn.
Za matku Thóra je označována eddické básni Lokiho pře. Více informací o ní podává Gylfiho oblouznění z Prozaické Eddy, které ji řadí mezi ásynje – bohyně a označuje ji za Ódinovu dceru a zároveň manželku s kterou zplodil Thóra. Hned v následují pasáži je však vnučkou jotuna Narfiho, dcerou Nótt „Noci“ a Ánara, a nevlastní sestrou Auða a Daga „Dne“.
Jméno Jörð, stejně jako anglické earth a německé Erde, vychází z pragermánského *erþō „země“ a to z praindoevropského *her (téhož významu).
Mezi další germánské bohyně země může patřit svébská Nerthus a porýnská a fríská Hludana, jejíž jménu připomíná severskou Hlóðyn. Zosobněná Země se objevuje v anglosaském zaklínadlu či modlitbě Æcerbot „lék Země“ kde je vzývána jako dárkyně úrody a matka lidí. Je nazývána Erce „Země“, Eorþan mōdor „matka Země“ a Folde. Martin L. West vykládá Folda z praindoevropského *plthwī „široká“, stejně jako jméno védské bohyně země Prthiví, Online Etymology Dictionary vykládá toto jméno podobně v souvislosti se staroanglickým feld „planina, pastvina“ až k praindoevropskému *pele „plochý, rozprostřít se“.